# 彌刀神社
彌刀神社（弥刀神社、みとじんじゃ）は大阪府東大阪市近江堂一丁目にある神社。

## 祭神
祭神は速秋津日子神・速秋津比売神という水戸（港）や河口の神であり、鎮座地の近江堂という地名は大水戸が転訛したものであるという。

## 歴史
創建は不明だが、762年（天平宝字6年）には大和川（現在の長瀬川）の洪水で長瀬堤が決壊したことにより社殿が流失したという（『続日本紀』）。延喜式神名帳には河内国若江郡二十二座のうち官幣小社として記載がある。室町時代から市場の神として崇敬され繁栄した。本殿は1991年（平成3年）3月に造替された。

## 境内
- 摂社

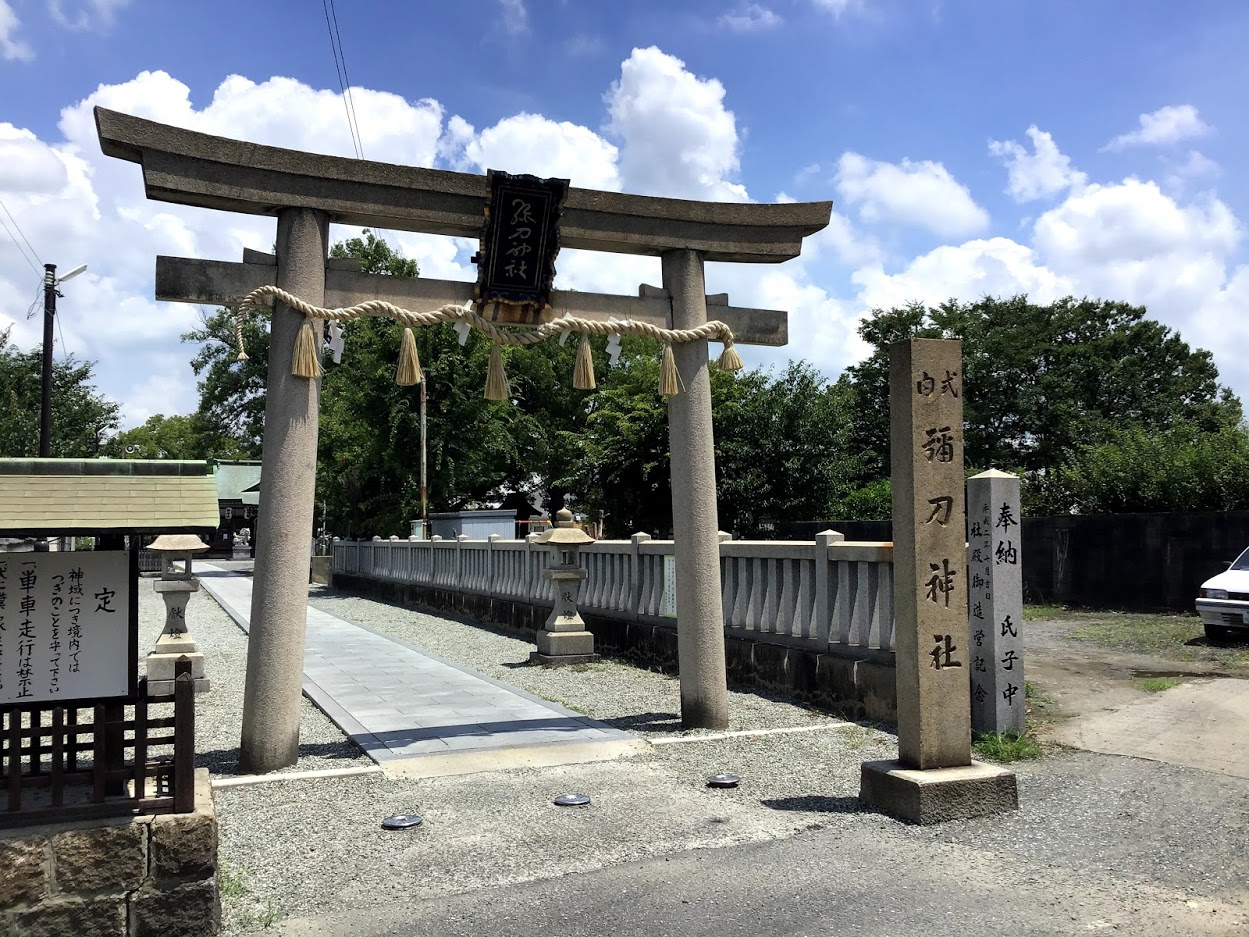
鳥居

  - 八坂神社 - 祭神・須佐之男命、本殿は東大阪市指定有形文化財
- 末社
  - 常世神社 - 祭神・大己貴命

## アクセス
近鉄大阪線長瀬駅より徒歩9分